# Saison 2 des Frères Scott
Chronologie
Saison 1 Saison 3
Cet article présente le guide des épisodes de la deuxième saison de la série télévisée Les Frères Scott. Cette saison, composée de 23 épisodes, met en scène les aventures de Lucas et Nathan Scott ainsi que de leur famille et amis depuis le retour de Lucas et Keith à Tree Hill jusqu'au dévoilement des sentiments de Lucas à Brooke.

## Distribution
- Chad Michael Murray (VF : Yoann Sover) : Lucas Scott (23/23)
- James Lafferty (VF : Franck Tordjman) : Nathan Scott (23/23)
- Hilarie Burton (VF : Laura Préjean) : Peyton Sawyer (22/23)
- Bethany Joy Lenz (VF : Nathalie Gazdik) : Haley James Scott (20/23)
- Paul Johansson  (VF : Mathieu Buscatto) : Dan Scott (20/23)
- Sophia Bush (VF : Barbara Delsol) : Brooke Davis (23/23)
- Barbara Alyn Woods (VF : Marie-Martine Bisson) : Deborah Lee-Scott (17/23)
- Barry Corbin (VF : Philippe Catoire): Whitey Durham (12/23)
- Craig Sheffer (VF : Constantin Pappas) : Keith Scott (16/23)
- Moira Kelly (VF : Élisabeth Fargeot) : Karen Roe (23/23)

### Acteurs récurrents
- Vaughn Wilson (VF : Fabrice Trojani) : Ferguson « Fergie » Thompson
- Bevin Prince (VF : Laurence Sacquet) : Bevin Mirskey
- Bryan Greenberg (VF : Laurent Morteau) : Jake Jaglieski
- Brett Claywell (VF : Donald Reignoux) : Tim Smith
- Colin Fickes (en) (VF : Yann Le Madic) : Jimmy Edwards
- Kieren Hutchison (VF : Lionel Tua) : Andy Hargrove
- Daniella Alonso (VF : Catherine Desplaces) : Anna Taggaro
- Michael Copon (VF : Éric Aubrahn) : Felix Taggaro
- Maria Menounos (VF : Natacha Muller) : Julia / Emily Chambers
- Tyler Hilton (VF : Christophe Lemoine) : Chris Keller
- Lindsey McKeon (VF : Noémie Orphelin) : Taylor James
- Cullen Moss (VF : Charles Pestel) : Junk Moretti
- Sheryl Lee (VF : Dorothée Jemma) : Ellie Harp
- Michael Trucco (VF : Jérôme Rebbot) : Cooper Lee
- Katherine Bailess (VF : Sylvie Jacob) : Erika Marsh

## Résumé
Keith et Lucas reviennent à Tree Hill. Dan et Debbie en profitent pour repartir à zéro. Dan veut changer et apprendre à connaître Lucas. Celui-ci garde ses distances quelque temps, puis se rapproche de son père. Keith, qui remplace Dan au garage, embauche Nathan. Lucas renoue avec Brooke et Peyton qui acceptent froidement la réconciliation. Karen achète une grande salle à Tree Hill qui servira d'annexe au café et où Peyton organisera des concerts. Lucas, Brooke et Peyton y préparent une fête pour célébrer en retard le mariage-éclair de Nathan et Haley. Quand Debbie débarque à la fête, elle y trouble l'atmosphère, car, comme Dan, elle désapprouve totalement ce mariage. Malgré leurs problèmes économiques, Nathan offre en cadeau à Haley un piano électrique, lui permettant de s’investir dans sa passion : la musique.
Cette nouvelle saison favorise les rencontres. Brooke rencontre son nouveau voisin, Félix, un séducteur, alors qu’il se baigne nu un matin dans la piscine de la jeune fille. Karen entame des cours à l'université et sympathise avec son professeur néo-zélandais, Andy Hargrove. Une cliente du nom de Julia se présente à la concession de Dan. Keith lui fait essayer une voiture et tombe sous son charme. Lucas rencontre Anna, la sœur jumelle bisexuelle de Félix, lors d'une soirée où il participe à un jeu de défis organisé par ce dernier. Les quatre duos aboutissent tôt ou tard à des relations amoureuses. Keith demande même à Julia de l’épouser. Mais Lucas découvre que Julia n’est pas arrivée dans la vie de Keith par hasard et que Dan l’a payée pour qu’elle lui brise le cœur comme Keith le lui a brisé en couchant avec sa femme.
Lucas apprend, grâce à la crise cardiaque de Dan, qu’il a hérité de la maladie de cœur de son père. Il cache cette nouvelle à sa mère et part vivre chez Dan pour que celui-ci lui fournisse les médicaments qui lui permettraient de rejouer au basket. Haley enregistre un album avec Chris Keller, un jeune homme peu aimable qui veut la séduire. Elle part en tournée avec lui, quittant Nathan, au grand désespoir de celui-ci qui est au courant du baiser qu’Haley et Chris ont échangé. Peyton, seule et sur le point de sombrer dans la drogue, est sauvée par le retour de Jake à Tree Hill. Ils dépassent enfin les bornes de l’amitié. Brooke, aidée par Lucas et Félix (jaloux de l’attention que Brooke porte à Lucas), devient la présidente des élèves de Tree Hill. Chez Dan, Lucas surprend Debbie qui se drogue avec des pilules. Karen et Andy découvrent le lien entre Dan et Julia et Karen empêche le mariage de Keith et de Julia en ordonnant à cette dernière de déguerpir. Le cœur brisé, Keith quitte également la ville.
La relation entre Peyton et Jake est perturbée par le retour de Nicki. Les parents de Brooke déménagent en Californie. Refusant de les suivre, elle emménage chez Karen. Lucas suspecte Dan de manigancer quelque chose et il mène l'enquête avec Andy. Après le départ d’Haley, Nathan déprime, sèche les cours, apporte de la bière en classe et mène une vie de débauché dans son appartement. Debbie fait venir son frère Cooper à Tree Hill pour qu’il remonte un peu le moral de son neveu. Cooper l’emmène sur une piste de course automobile et fait l’erreur de le mettre au volant d’une voiture de course. Nathan prend de la vitesse et provoque volontairement un accident. Quand Debbie veut lui donner son sang à l’hôpital, un médecin lui annonce qu'il contient un excès de drogue et lui conseille un centre de désintoxication. Avec l’aide d’Andy, Lucas découvre que Dan détourne de l’argent et cache des liasses de billets dans le plafond de son bureau. Alors que Nathan revient chez son père, Lucas retourne emménager chez sa mère où habite maintenant Brooke. Dan, qui a remarqué que Lucas et Andy s'intéressaient à lui, dénonce la relation qu’Andy a avec son élève, Karen. Sans emploi et avec une mère malade à l’autre bout du monde, Andy décide de retourner en Nouvelle-Zélande.
Anna et Félix sont également partis. Brooke et Lucas éprouvent à nouveau des sentiments l'un pour l’autre, sans savoir qu'ils sont réciproques. Après que Nikki ait réussi à arracher sa fille à Jake, ce dernier quitte à nouveau Tree Hill, laissant Peyton à nouveau seule. Une femme du nom de Ellie Harp vient la voir au café et l’interroge sur le "Tric", la boîte de nuit qu’elle dirige. Elle se révèle en fait être sa mère biologique. Karen part pour la Nouvelle-Zélande retrouver Andy, Brooke pour la Californie voir ses parents. Avant qu’elle s’en aille, Lucas lui donne un baiser. Dans son bureau, Dan ouvre une bouteille qu’il a reçu en cadeau anonyme. Il tombe inanimé alors que quelqu’un, vêtu d’une combinaison noire, entre dans la pièce et met le feu au bâtiment. Debbie rentre du centre de désintoxication. Nathan est sur le point de partir au stage de basket auquel il s'est inscrit pendant l’été quand il trouve Haley sur le perron …

## Épisode 1:Machine arrière
- États-Unis : 21 septembre 2004
- France : 14 septembre 2005

- États-Unis : 4,93 millions de téléspectateurs[1] (première diffusion)

- Huey Lewis (Jimmy James)
- Bess Armstrong (Lydia James)
- Lee Norris (Marvin "Micro" McFadden)
- Antwon Tanner (Skills Taylor)
- Brett Claywell (Tim Smith)

## Épisode 2:Si tout recommençait ...
- États-Unis : 28 septembre 2004
- France : 14 septembre 2005

- États-Unis : 4,93 millions de téléspectateurs[2] (première diffusion)

- Huey Lewis (Jimmy James)
- Bess Armstrong (Lydia James)
- Lee Norris (Marvin "Micro" McFadden)
- Antwon Tanner (Skills Taylor)
- Brett Claywell (Tim Smith)

## Épisode 3:Que la fête commence
- États-Unis : 5 octobre 2004
- France : 21 septembre 2005

- États-Unis : 5,43 millions de téléspectateurs[3] (première diffusion)

- Brett Claywell (Tim Smith)
- Lee Norris (Marvin "Micro" McFadden)
- Antwon Tanner (Skills Taylor)
- Bevin Prince (Bevin Mirskey)
- Blake Bashoff (Gary)
- Vaughn Wilson (Fergie)

## Épisode 4:Si près, si proches
- États-Unis : 12 octobre 2004
- France : 21 septembre 2005

- États-Unis : 4,83 millions de téléspectateurs[4] (première diffusion)

- Michael Copon (Félix Taggaro)
- Lee Norris (Marvin "Micro" McFadden)
- Kieren Hutchison (Andy Hargrove)
- Vaughn Wilson (Fergie)

## Épisode 5:Soirée défis
- États-Unis : 19 octobre 2004
- France : 28 septembre 2005

- États-Unis : 4,50 millions de téléspectateurs[5] (première diffusion)

- Brett Claywell (Tim Smith)
- Lee Norris (Marvin "Micro" McFadden)
- Maria Menounos (Julia / Emily Chambers)
- Antwon Tanner (Skills Taylor)
- Michael Copon (Félix Taggaro)
- Vaughn Wilson (Fergie)
- Daniella Alonso (Anna Taggaro)
- Kieren Hutchison (Andy Hargrove)

## Épisode 6:Le charme de l'inconnu
- États-Unis : 26 octobre 2004
- France : 28 septembre 2005

- États-Unis : 4,57 millions de téléspectateurs[6] (première diffusion)

- Lee Norris (Marvin "Micro" McFadden)
- Maria Menounos (Julia / Emily Chambers)
- Tyler Hilton (Chris Keller)
- Michael Copon (Félix Taggaro)
- Daniella Alonso (Anna Taggaro)
- Kieren Hutchison (Andy Hargrove)

## Épisode 7:Perte de contrôle
- États-Unis : 2 novembre 2004
- France : 5 octobre 2005

- États-Unis : 4,62 millions de téléspectateurs[7] (première diffusion)

- Lee Norris (Marvin "Micro" McFadden)
- Maria Menounos (Julia / Emily Chambers)
- Tyler Hilton (Chris Keller)
- Michael Copon (Félix Taggaro)
- Daniella Alonso (Anna Taggaro)
- Kieren Hutchison (Andy Hargrove)
- Cullen Moss (Junk)

L'ouverture du Tric, le nouveau club de Karen et Peyton, attire la foule. Lucas et Felix en viennent aux mains au sujet d'Anna. Après le départ de Chris Keller le soir même de l'ouverture, Haley doit faire face à sa peur de jouer sur scène pour sauver la soirée de Peyton. Micro prend soin de Brooke et la ramène chez elle alors qu'elle est ivre, mais Felix arrive chez Brooke et s'en attribue le mérite. 

## Épisode 8:Chacun sa vérité
- États-Unis : 9 novembre 2004
- France : 5 octobre 2005

- États-Unis : 4,54 millions de téléspectateurs[8] (première diffusion)

- Tyler Hilton (Chris Keller)
- Michael Copon (Félix Taggaro)
- Daniella Alonso (Anna Taggaro)
- Kieren Hutchison (Andy Hargrove)
- Maria Menounos (Julia / Emily Chambers)
- Emeka Okafor (Lui-même)

## Épisode 9:La plus belle pour aller danser
- États-Unis : 16 novembre 2004
- France : 12 octobre 2005

- États-Unis : 4,18 millions de téléspectateurs[9] (première diffusion)

- Lee Norris (Marvin "Micro" McFadden)
- Brett Claywell (Tim Smith)
- Tyler Hilton (Chris Keller)
- Michael Copon (Félix Taggaro)
- Daniella Alonso (Anna Taggaro)
- Maria Menounos (Julia / Emily Chambers)

## Épisode 10:Quand les gens parlent
- États-Unis : 30 novembre 2004
- France : 12 octobre 2005

- États-Unis : 4,36 millions de téléspectateurs[10] (première diffusion)

- Lee Norris (Marvin "Micro" McFadden)
- Tyler Hilton (Chris Keller)
- Michael Copon (Félix Taggaro)
- Daniella Alonso (Anna Taggaro)
- Maria Menounos (Julia / Emily Chambers)
- Bryan Greenberg (Jake Jagielski)
- Antwon Tanner (Skills)

## Épisode 11:Le passé resurgit
- États-Unis : 25 janvier 2005
- France : 19 octobre 2005

- États-Unis : 4,07 millions de téléspectateurs[11] (première diffusion)

- Tyler Hilton (Chris Keller)
- Michael Copon (Félix Taggaro)
- Daniella Alonso (Anna Taggaro)
- Kieren Hutchison (Andy Hargrove)
- Maria Menounos (Julia / Emily Chambers)
- Bryan Greenberg (Jake Jagielski)
- Lindsey McKeon (Taylor James)

## Épisode 12:Envers et contre tous
- États-Unis : 2 février 2005
- France : 19 octobre 2005

- États-Unis : 4,13 millions de téléspectateurs[12] (première diffusion)

- Michael Copon (Félix Taggaro)
- Daniella Alonso (Anna Taggaro)
- Kieren Hutchison (Andy Hargrove)
- Maria Menounos (Julia / Emily Chambers)
- Lindsey McKeon (Taylor James)

## Épisode 13:Chamboulements
- États-Unis : 8 février 2005
- France : 25 octobre 2005

- États-Unis : 4,47 millions de téléspectateurs[13] (première diffusion)

- Tyler Hilton (Chris Keller)
- Daniella Alonso (Anna Taggaro)
- Lee Norris (Marvin "Micro" McFadden)
- Kieren Hutchison (Andy Hargrove)
- Maria Menounos (Julia / Emily Chambers)
- Bryan Greenberg (Jake Jagielski)
- Lindsey McKeon (Taylor James)
- The Wreckers (Elles-mêmes)
- Katherine Bailess (Erika Marsh)
- Michael Copon (Felix Taggaro)

## Épisode 14:Dur d'être seul
- États-Unis : 15 février 2005
- France : 25 octobre 2005

- États-Unis : 4,28 millions de téléspectateurs[14] (première diffusion)

- Lee Norris (Marvin "Micro" McFadden)
- Daniella Alonso (Anna Taggaro)
- Kieren Hutchison (Andy Hargrove)
- Maria Menounos (Julia / Emily Chambers)
- Bryan Greenberg (Jake Jagielski)
- Katherine Bailess (Erika Marsh)

## Épisode 15:La boîte à souvenirs
- États-Unis : 22 février 2005
- France : 1er novembre 2005

- États-Unis : 4,25 millions de téléspectateurs[15] (première diffusion)

- Lee Norris (Marvin "Micro" McFadden)
- Daniella Alonso (Anna Taggaro)
- Kieren Hutchison (Andy Hargrove)
- Brett Claywell (Tim Smith)
- Maria Menounos (Julia / Emily Chambers)
- Bryan Greenberg (Jake Jagielski)
- Katherine Bailess (Erika Marsh)
- Michael Copon (Felix Taggaro)

## Épisode 16:Le jour J
- États-Unis : 1er mars 2005
- France : 1er novembre 2005

- États-Unis : 3,95 millions de téléspectateurs[16] (première diffusion)

- Kieren Hutchison (Andy Hargrove)
- Maria Menounos (Julia / Emily Chambers)
- Bryan Greenberg (Jake Jagielski)
- Tyler Hilton (Chris Keller)
- Nick Zano (lui-même)
- Emmanuelle Vaugier (Nikki)

## Épisode 17:Règlements de compte
- États-Unis : 19 avril 2005
- France : 7 novembre 2005

- États-Unis : 4,08 millions de téléspectateurs[17] (première diffusion)

- Daniella Alonso (Anna Taggaro)
- Michael Copon (Felix Taggaro)
- Kieren Hutchison (Andy Hargrove)
- Bryan Greenberg (Jake Jagielski)
- Shawn Shepard (Principal Turner)
- Emmanuelle Vaugier (Nikki)

## Épisode 18:Face à face
- États-Unis : 26 avril 2005
- France : 7 novembre 2005-25 mars 2006

- États-Unis : 4,42 millions de téléspectateurs[18] (première diffusion)

- Emmanuelle Vaugier (Nikki)
- Daniella Alonso (Anna Taggaro)
- Kieren Hutchison (Andy Hargrove)
- Lindsey McKeon (Taylor James)
- Sprague Grayden (Darby)
- Bryan Greenberg (Jake Jagielski)
- Emmanuelle Vaugier (Nikki)

## Épisode 19:A pleine vitesse
- États-Unis : 3 mai 2005
- France : 14 novembre 2005

- États-Unis : 4,05 millions de téléspectateurs[19] (première diffusion)

- Kieren Hutchison (Andy Hargrove)
- Katherine Bailess (Erika Marsh)
- Michael Trucco (Cooper Lee)
- Lee Norris (Marvin « Micro » McFadden)
- Henry Darrow (Docteur)
- Chris Potter (Ray green)
- Jeff Burton (Lui-même)
- Schuyler Fisk (Daytona)
- Stuart Lafferty (Garrett)

## Épisode 20:L'autre vie
- États-Unis : 10 mai 2005
- France : 14 novembre 2005

- États-Unis : 3,78 millions de téléspectateurs[20] (première diffusion)

- Lee Norris (Marvin "Micro" McFadden)
- Antwon Tanner (Skills)
- Vaughn Wilson (Fergie)
- Cullen Moss (Junk)
- Brett Claywell (Tim)

## Épisode 21:Renouer les liens
- États-Unis : 17 mai 2005
- France : 21 novembre 2005

- États-Unis : 4,20 millions de téléspectateurs[21] (première diffusion)

- Kieren Hutchison (Andy Hargrove)
- Lee Norris (Marvin "Micro" McFadden)
- Cullen Moss (Junk)
- Vaughn Wilson (Fergie)
- Brett Claywell (Tim)

## Épisode 22:Un grand vide
- États-Unis : 24 mai 2005
- France : 21 novembre 2005

- États-Unis : 3,61 millions de téléspectateurs[22] (première diffusion)

- Emmanuelle Vaugier (Nikki)
- Kieren Hutchison (Andy Hargrove)
- Tyler Hilton (Chris Keller)
- Lee Norris (Marvin "Micro" McFadden)
- Katherine Bailess (Erika Marsh)
- Bryan Greenberg (Jake Jaglieski)
- Sheryl Lee (Ellie Harp)
- Jimmy Eat World (Eux-mêmes)

## Épisode 23:Un être s'éloigne, un autre arrive
- États-Unis : 24 mai 2005
- France : 28 novembre 2005

- États-Unis : 3,61 millions de téléspectateurs[22] (première diffusion)

- Emmanuelle Vaugier (Nikki)
- Kieren Hutchison (Andy Hargrove)
- Tyler Hilton (Chris Keller)
- Lee Norris (Marvin "Micro" McFadden)
- Katherine Bailess (Erika Marsh)
- Bryan Greenberg (Jake Jaglieski)
- Sheryl Lee (Ellie Harp)

## Audiences aux États-Unis
La deuxième saison de Les Frères Scott  (One Tree Hill) a réuni 4,34 millions de téléspectateurs américains.
| N° Épisode | Titre anglais                          | Chaîne | Date de diffusion originale | États-Unis (en millions de téléspectateurs) |
| ---------- | -------------------------------------- | ------ | --------------------------- | ------------------------------------------- |
| 1          | The Desperate Kingdom Of Love          | The WB | 21 septembre 2004           | 4,93                                        |
| 2          | The Truth Doesn't Make A Noise         | The WB | 28 septembre 2004           | 4,90                                        |
| 3          | Near Wild Heaven                       | The WB | 5 octobre 2004              | 5,43                                        |
| 4          | You Can't Always Get What You Want     | The WB | 12 octobre 2004             | 4,83                                        |
| 5          | I Will Dare                            | The WB | 19 octobre 2004             | 4,50                                        |
| 6          | We Might As Well Be Strangers          | The WB | 26 octobre 2004             | 4,57                                        |
| 7          | Let The Reigns Go Loose                | The WB | 2 novembre 2004             | 4,62                                        |
| 8          | Truth, Bitter Truth                    | The WB | 9 novembre 2004             | 4,54                                        |
| 9          | The Trick Is To Keep Breathing         | The WB | 16 novembre 2004            | 4,18                                        |
| 10         | Don't Take Me For Granted              | The WB | 30 novembre 2004            | 4,36                                        |
| 11         | The Heart Brings You Back              | The WB | 25 janvier 2005             | 4,07                                        |
| 12         | Between Order And Randomness           | The WB | 2 février 2005              | 4,13                                        |
| 13         | The Hero Dies In This One              | The WB | 8 février 2005              | 4,47                                        |
| 14         | Quiet Things That No One Ever Knows    | The WB | 15 février 2005             | 4,28                                        |
| 15         | Unopened Letter To The World           | The WB | 22 février 2005             | 4,25                                        |
| 16         | Somewhere A Clock Is Ticking           | The WB | 1er mars 2005               | 3,95                                        |
| 17         | Something I Can Never Have             | The WB | 19 avril 2005               | 4,08                                        |
| 18         | Lonesome Road                          | The WB | 25 avril 2005               | 4,42                                        |
| 19         | I'm Wide Awake, It's Morning           | The WB | 3 mai 2005                  | 4,05                                        |
| 20         | Lifetime Piling Up                     | The WB | 10 mai 2005                 | 3,78                                        |
| 21         | What Could Have been                   | The WB | 17 mai 2005                 | 4,20                                        |
| 22         | The Tide That Left And Never Came Back | The WB | 24 mai 2005                 | 3,61                                        |
| 23         | The Leavers Dance                      | The WB | 24 mai 2005                 | 3,61                                        |